# Róbert Hrebenár
Róbert Hrebenár (* 25. května 1919 Nové Mesto nad Váhom) je slovenský právník, hudební skladatel a textař.

## Život
Róbert Hrebenár se narodil 25. května 1919 v Novém Městě nad Váhom. Maturoval na gymnáziu ve svém rodišti v roce 1937. Začal studovat práva na Právnické fakultě Univerzity Karlovy v Praze. Po odtržení Slovenska přešel na Právnickou fakultu Univerzity Komenského v Bratislavě. Na Pražské konzervatoři začal studovat hru na housle u Norberta Kubáta. Skladbu studoval soukromě.
Od roku 1940 pracoval jako právník ve Výzkumném ústavu pro mechanizaci a automatizaci v Novém Městě nad Váhom. V roce 1962 vystudoval Slovenskou technickou univerzitu v Bratislavě a pracoval v oblasti vědy a techniky. Od roku 1969 působil v Krajské státní arbitráži v Bratislavě.
Komponovat začal ještě během studia v předválečné Praze. Seznámil se s R. A. Dvorským a jeho orchestrem Melody Boys, což ho přivedlo k taneční hudbě a swingu. Stal se jedním z prvních slovenských skladatelů, kteří komponovali v tomto stylu.

## Dílo
Napsal více než 150 tanečních písní. K řadě z nich napsal i texty. Nevyhýbal se ani dobovým budovatelským písním. Mezi jeho tanečními skladbami jsou např.:
- Cesta domov (1945)
- Čo, srdce, nečušíš (1945)
- Padá hviezdička (1946)
- Šarkan letí (1976)
- Auto veterán
- Dievča ako kalendár
- Hviezda z Ria
- Ja vám chcem vravieť rád ťa mám
- Lipa košatá